# Mar de Banda

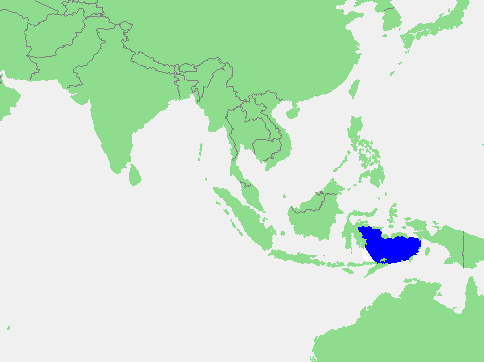
Localização do mar de Banda

O mar de Banda é uma parte do oceano Pacífico localizada a sudoeste das ilhas Molucas, tendo a noroeste a ilha Celebes e a sul Timor e outras pequenas ilhas de Sonda. Faz parte das águas territoriais da Indonésia.
Banha as Molucas do Sul. As ilhas existentes separam-no do mar de Halmahera e do mar de Ceram. Os sismos são muito frequentes na zona, devido à confluência de três placas tectónicas - a da Eurásia, a do Pacífico e a Indo-Australiana.